# Baden Cooke

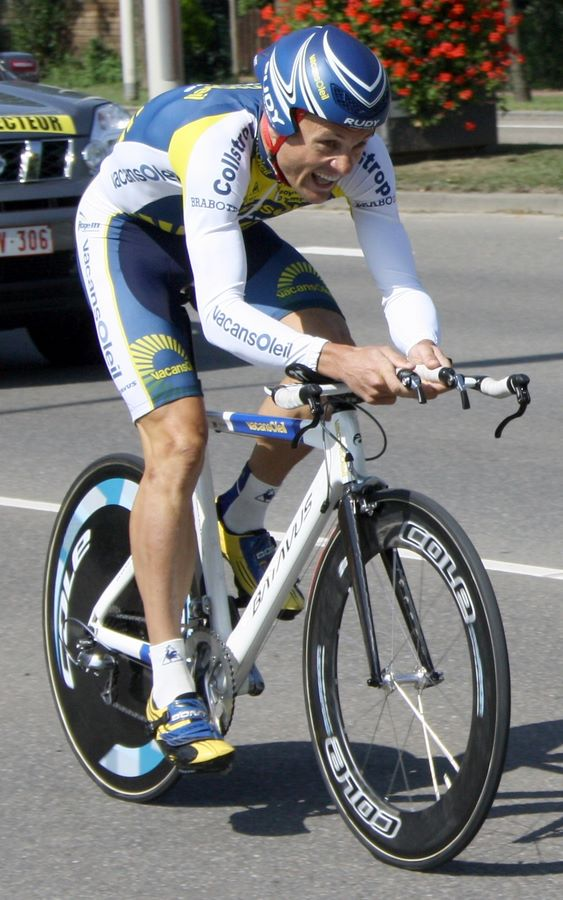
Baden Cooke, Eneco Tour 2009.

Baden Cooke, född 12 oktober 1978 i Benalla, Victoria, är en australisk professionell tävlingscyklist. Han är främst känd som en spurtspecialist och tävlar för det australiska stallet Orica-GreenEDGE från och med 20212. Cookes främsta merit är att han vann den gröna poängtröjan, som i huvudsak är en tävling mellan spurtspecialister, i Tour de France 2003. 

## Karriär
Cooke blev professionell med det amerikanska stallet Mercury Cycling Team-Manheim Auctions säsongen 2000 och fick bland annat tävla i Europa, men under året vann han mest etapper på hemmaplan i Australien, bland annat i Herald Sun Tour och Sea Otter Classic.
Efter två år i Mercury-stallet valde Cooke att gå över till det franska stallet Française des Jeux. Han stannade där mellan 2002 och 2005 men valde sedan att tävla för det svenskbelgiska stallet Unibet.com Cycling Team. Efter stallets problem under 2007 gick han över till Barloworld 2008 och den 2 januari tog han stallets första seger för året när han vann den första etappen av Jayco Bay Cycling Classic i Williamstown, Australien. Efter ett år med stallet fortsatte han sin karriär i det nederländska stallet Vacansoleil Pro Cycling Team.
I oktober 2008 vann Cooke etapp 3 av Jayco Herald Sun Tour. Han hade sedan tidigare vunnit ytterligare fem etapper i tävlingen.
Cooke tog brons på linjeloppet under Samväldesspelen 2002 efter Stuart O'Grady och Cadel Evans. Under säsongen 2000 blev han nationsmästare i madison.
Cooke deltog i Tour de France 2002, 2003, 2004, 2005 och 2008. Han vann den gröna poängtröjan i Tour de France 2003 med två poäng framför landsmannen Robbie McEwen. Året därpå slutade han 12:a i poängtävlingen.
Cooke representerade Australien i de Olympiska sommarspelen 2004 tillsammans med Robbie McEwen, Michael Rogers, Stuart O'Grady och Matthew White, men avslutade inte linjeloppet.
Cooke deltog i Tour de France 2008 men efter att Barloworlds cyklist Moisés Dueñas hade testats positivt för EPO valde stallet att lämna tävlingen.
Inför säsongen 2009 blev Cooke kontrakterad av Vacansoleil Pro Cycling Team. I januari 2009 slutade han tvåa på etapp 1 av Tour Down Under efter tysken André Greipel. I mars slutade han trea på etapp 7 av Tirreno-Adriatico bakom Mark Cavendish och Tyler Farrar. Han slutade även på tredje plats på etapp 6 av Post Danmark Rundt bakom Sebastian Siedler och Matti Breschel.
2010 fortsatte Cooke sin karriär i ProTour-stallet Team Saxo Bank. I början av säsongen vann han etapp 4 av Jayco Bay Cycling Classic. När tävlingen var över stod det klart att han blev fjärde man i slutställningen bakom landsmännen Chris Sutton, Gregory Henderson och Graeme Brown. Cooke tog hem tredje platsen på etapp 3 av Tour of Qatar bakom Tom Boonen och Heinrich Haussler. På femte etappen av loppet slutade han på fjärde plats; en placering han också tog på den indiska tävlingen Mumbai Cyclothon.

## Meriter
2000
Madisonmästare - Nationsmästerskapen
1:a, etapp 2, 5 och 9 Herald Sun Tour
2001
1:a, etapp 6 & 10, Tour de l'Avenir
Poängtävlingen, Tour de l'Avenir
1:a, etapp 4 Sea Otter Classic
2002
1:a, Dwars door Vlaanderen
1:a, Tro Bro Leon
1:a, etapp 2 & 4 & totalsegrare  Herald Sun Tour
1:a, etapp 1 & totalsegrare  Paris-Corrèze
1:a, etapp 1 GP du Midi Libre
1:a, etapp 8 Circuit des Mines
3:a, Samväldesspelen 2002 Linjelopp
2003
1:a,  Poängtävlingen, Tour de France
1:a, etapp 2, Tour de France
1:a, etapp 9 Schweiz runt
1:a, etapp 1 & 4 Tour Down Under
1:a, etapp 3 Tour Méditerranéen
1:a, Kampioenschap van Vlaanderen
1:a, GP de Fourmies
2004
1:a, etapp 6 Tour Down Under
1:a, GP d'Ouverture La Marseillaise
1:a, etapp 1 & 3 Tour Méditerranéen
1:a, etapp 2, 3 & 5 Herald Sun Tour
1:a, etapp  2 Panne tredagars
2005
1:a, etapp  1 Polen runt
1:a, etapp 4 & 5 Herald Sun Tour
2006
1:a, GP d'Ouverture La Marseillaise
1:a, etapp 1 Course de la Paix
1:a, Halle-Ingooigem
1:a, etapp 5 Tour de Wallonie
2007
1:a, Kampioenschap van Vlaanderen
1:a, etapp 3 Tour Down Under
1:a, etapp 2 Étoile de Bessèges
2008
1:a, etapp 1, Geelong Bay Classic Series
1:a, etapp 2, Clásica Internacional de Alcobendas y Villalba
1:a, etapp 3, Herald Sun Tour
2009
2:a, etapp 1, Tour Down Under
3:a, etapp 6, Post Danmark Rundt
3:a, etapp 7, Tirreno-Adriatico
2010
1:a, etapp 4, Jayco Bay Cycling Classic
3:a, etapp 3, Tour of Qatar

## Stall
- Mercury Cycling Team-Manheim Auctions 2000
- Mercury-Viatel 2001
- Française des Jeux 2002–2005
- Unibet.com Cycling Team 2006–2007
- Barloworld 2008
- Vacansoleil Pro Cycling Team 2009
- Team Saxo Bank 2010
- Orica-GreenEDGE 2012